# Bobbie Sue Dudley Terrell
Bobbie Sue Dudley (1952. október 6. - 2007. augusztus 27.) amerikai ápolónő és sorozatgyilkos. 1984 decemberében 13 nap alatt 12 betegét gyilkolta meg egy St. Petersburg-i idősek otthonában, Floridában. A tárgyalásán 65 év börtönbüntetésre ítélték, miután bűnösnek mondták ki nem előre megfontolt szándékkal elkövetett emberölés vádjában. A tárgyaláson ő maga is elismerte, hogy a betegeket nagy adagú inzulinnal ölte meg. Tettei mögött egy ismert betegség, a Münchhausen-szindróma állt, amely egész életét végigkísérte.

## Gyermekkora és tinédzser évei
Bobbie Sue Dudley Woodlawnban, Illinois államban született 1952. október 6-án. Hat gyerek közül volt az egyik, a szüleivel Woodlawn egyik gazdaságilag leromlott területén éltek egy lakókocsiban.
Felnőttkori magatartása hátterében feltehetően a gyerekkori elhanyagolás állhatott. Mivel testvérei közül négyen is izomsorvadással születtek, ami miatt állandó terápiát és szülői gondoskodást igényeltek, a fiatal lányra kevesebb figyelmet szenteltek a szülők. Anyja, Margaret Rebeca Dudley varrónőként dolgozott, apja, Phillip Dudley pedig kőműves volt Woddlawn egyik déli végében.
Gyermekként Dudley túlsúlyos volt és önbizalom-hiánnyal küszködött. Szomorú volt és visszahúzódó, barátja is alig akadt, az is csupán a templomban az iskolai kórusból, akik többször is megdicsérték a szép énekhangja és kiváló orgonai zenetudása miatt.
Ahogy egyre idősebb lett, az egyházhoz való viszonya egyre inkább elmélyült. Néha furcsa és rendkívül agresszív módon osztotta meg vallásos hitét az osztálytársaival, akik emiatt furcsállva néztek rá, és hamar arra eszmélt, hogy senki nincs vele. Azonban a népszerűtlenség nem akadályozta a tanulmányaiban, és egyre magasabb átlagokat produkált.

## Ápolói tanulmányok
Éveken át segítette a testvéreit, és az iskolában is jól teljesített, így 1973-ban megkapta ápolónői alapképesítését. A tanulmányait továbbra is elszántan folytatta, és hamarosan megszerezte elsőfokú képesítőlapját.
Az elkövetkező években gyors egymásutánban három egészségügyi intézményben kapott munkát.

## Házassága
Miután elvégezte az ápolói iskolát, Bobbie Sue találkozott Danny Dudley-val, aki rövidesen elvette őt feleségül. Amikor a pár úgy döntött, hogy gyermeket szeretnének, Bobbie Sue megtudta, hogy meddősége van. A hír pusztító erejű volt Bobbie Sue számára, és a nő mély depresszióba esett.
Mivel nem volt hajlandó elfogadni, hogy gyermek nélkül éljenek, a pár úgy döntött, hogy örökbe fogadnak egy gyermeket. A fiú otthona azonban csak rövid ideig tartott. Bobbie Sue annyira mély benyomást tett rá, hogy elhatározta, szakmai segítséget kér. Az orvosa skizofréniát állapított meg, és olyan gyógyszereket adott neki, amelyek azonban nemigen segítettek az állapotán.
Bobbie Sue betegsége a házasságkötése után is hozzájárult ahhoz, hogy a mostohagyermekén elhatalmasodott a stressz. De amikor a gyermek kórházba került gyógyszer-túladagolás miatt, a nő házassága hirtelen véget ért. Danny Dudley válópert kezdeményezett, és elnyerte a gyermek teljes felügyeleti jogát, miután meggyőző bizonyítékkal szolgált az esküdtszék számára arról, hogy Bobbie Sue nem egyszer, de legalább négy alkalommal adta be nagy mennyiségben a gyermeküknek a skizofréniás gyógyszerét.
A válás csak tovább súlyosbította Dudley mentális és fizikai állapotát. Ki-be járkált a kórházakba különböző egészségügyi okok miatt, amelyek műtétet igényeltek. Saját mágneskártyája révén mindig ingyenes ellátásban részesült. A nő betegsége miatt, elhatalmasodó Münchhausen-szindrómája következtében olyan változásokon esett át, hogy teljesen kifordult önmagából, és egyre inkább elvesztette az önmaga feletti irányítást. Hogy magára vonja a figyelmet és tiszteletet és szeretetet vívjon ki, szándékosan tett kárt magában. Egyik alkalommal eltávolíttatta a petefészkét; máskor eltört a karja, és sehogyan sem akart meggyógyulni. De akadt gond a húgyhólyagjával, fekélyekkel, tüdőgyulladással. Minden egyes új betegséggel a figyelem középpontjába került. Ha éppen nem volt beteg, akkor is gyakran ájult el, még munka közben is. Azonban hosszú távon nem bírt ezzel megbirkózni, és egy mentális egészségügyi otthonba került, mielőtt visszatért volna a munkájába.

## Első állandó állása
Miután elhagyta a pszichiátriát, Illinoisba ment, és egy Greenville-i idősek otthonában kezdett dolgozni, ami mindössze egy órányira van Woodlawntól.
Nem tartott sokáig, hogy mentális problémái újra elkezdődjenek. Kezdetben mindig elájult, de az orvosok nem tudtak olyan orvosi okot meghatározni ezekben az esetekben, amely miatt ez megtörténne.
A pletykák, amelyek szerint úgy tesz, mintha elájulna, hogy magára vonja a figyelmet, elkezdtek terjedni a személyzet között. Amikor kiderült, hogy dühében többször is megszúrta a hüvelyét egy ollóval amiatt, mert nem tudott teherbe esni, az ápolási otthoni ügyintézők megszüntették a szerződését, és pszichiátriai segítség kérését javasolták.

## Átköltözés Floridába
Dudley nem fogadta el a segítséget - helyette Floridába költözött. 1984 augusztusában megkapta a Floridai ápolási engedélyét, és ideiglenes munkahelyeken kezdett dolgozni Tampa Bay területén. A változás azonban nem gyógyította meg állandó egészségügyi problémáit, és folytatta a munkát a helyi kórházakban, ahol különböző betegségekkel foglalkoztak.
Egy ilyen utazás vezetett ahhoz, hogy rendkívül rektális vérzés következtében vészhelyzeti kolósztómiát kellett rajta végrehajtaniuk az orvosoknak.
1984 októberének végén sikerült St. Petersburgbe költöznie, és állandó helyet kapott a North Horizon Egészségügyi Központban.

## A gyilkosságok
Heteken belül Dudley elkezdte a bűncselekményeket, és az éjszakai műszakok alatt rövid idő alatt megemelkedett a haldokló betegek száma.
Az első haláleset 1984. november 13-án történt, a 97 éves Aggie Marshról azonban megállapították, hogy természetes halállal halt meg.
Napokkal később az egyik ápolt, a 94 éves Anna Larson majdnem életét vesztette, de az orvosi beavatkozásnak köszönhetően sikerült megmenteni az életét. Az idős asszonyon nem látszott semmi sérülés nyoma, így nem tudták elképzelni az incidens okát, de a vérvizsgálata kimutatta, hogy valaki nagy mennyiségű inzulint fecskendezett belé. Az inzulint elzárva tartották a nővérszobában, amelyhez pedig azonban egyedül Bobbie Sue-nak volt kulcsa.
Tíz nappal később, november 23-án a 85 éves Leathy McKnight halt meg, inzulin-sokk következtében. Még ugyanazon az éjszakán egy gyanús tűzeset következett be, az otthon ugyanazon szárnyában, de szerencsére, senki sem sérült meg.
November 25-én a 79 éves Mary Cartwright és a 85 éves Stella Bradham vesztette életét, mindketten az éjszakai ügyelet során.
A következő éjszaka, november 26-án további öt beteg halt meg. Ugyanezen az éjszakán egy névtelen asszony kapcsolatba lépett a rendőrséggel, és a telefonba suttogta,hogy az idősek otthonában egy sorozatgyilkos meggyilkolja a betegeket. Amikor a rendőrség kiment az otthonba, hogy kivizsgálják a hívást, rátaláltak Dudley-ra, aki szúrt sebet szenvedett el, amit azzal magyarázott, hogy egy betolakodó támadt rá.

## A nyomozás
Egy teljes körű rendőrségi kivizsgálást indítottak a 13 nap alatt bekövetkezett tizenkét, megmagyarázhatatlan haláleset miatt, és hamarosan Dudley felkerült a gyanúsítottak listájára, miután a hatóságok nem találtak bizonyítékot a nővér azon vallomására, miszerint egy ismeretlen behatoló támadt rá.
Ahogy elkezdtek vizsgálódni a nővérek között, a nyomozást vezető Tom Rossi és Robert Engelke megdöbbenve fedezték fel Dudley történet, a folyamatban lévő egészségügyi kérdéseket, a skizofréniáját, és az öncsonkítási incidensét, amely ahhoz vezetett, hogy kirúgták őt az illinoisi állásából. Az orvosok az információkat átadták a feletteseiknek, és megszüntették Bobbie Sue munkaviszonyát az idősek otthonában.
Az elbocsájtását követően Dudley úgy döntött, hogy feljelenti az orvosi bizottságot, amiért kirúgták. Ezt végül nem tette meg, de az idősek otthonának vezetője arra kérte Dudley-t, hadd végezzenek rajta egy teljes körű pszichiátriai vizsgálatot. A pszichiáter arra a következtetésre jutott, hogy Dudley skizofréniától és Münchhausen-szindrómától szenved, és valószínűsítette, hogy többször kárt tett magában is. 
1985. január 31-én Bobbie Sue képtelen volt megbirkózni a helyzettel, emiatt pszichiátriai és egészségügyi okokból kórházba került. A bent tartózkodása alatt megtudta, hogy a floridai Szakképzési Minisztérium azonnali hatállyal felfüggesztette az ápolási engedélyét, mert nagy veszélyt jelent magára és másokra is.

## A letartóztatás
Az a tény, hogy Dudley már nem dolgozott az idősek otthonában, nem akadályozta meg a betegek halálával kapcsolatos nyomozást. A meghalt betegek közül kilencet exhumáltak, és újraboncolásokat folytattak.
Dudley kilépett a kórházból, és hamarosan feleségül ment a 38 éves Ron Terrellhez, egy egy munkanélküli vízvezeték-szerelőhöz. Mivel nem volt pénzük lakásra, az újdonsült pár egy sátorba költözött. 1986. március 4-ére a nyomozók elegendő bizonyítékot találtak, így Dudley-t négy páciens, Aggie Marsh, Leathy McKnight, Stella Bradham és Mary Cartwright meggyilkolásáért, valamint Anna Larson sérelmére elkövetett gyilkossági kísérlet elkövetéséért bíróság elé állították. A tárgyaláson Dudley elismerte a tizenkét beteg meggyilkolását, bár eleinte tagadta a vádakat. Bobbie Sue-t bűnösnek találták másodfokú emberölés vádjában, az esküdtszék 65 év börtönbüntetésre ítélte.

## Halála
Bobbie Sue Dudley 22 évet töltött börtönben, végül 2007. augusztus 27-én egy fertőzés miatt életét vesztette.